# Kosta Trifković
Kosta Trifković (en serbe cyrillique : Коста Трифковић ; né le 20 octobre 1843 à Novi Sad et mort le 19 février 1875 à Novi Sad) est un dramaturge serbe de l'epire d'Autriche et de l'Autriche-Hongrie. Il a surtout écrit des comédies.

## Biographie
Kosta Trifković est né en 1843 à Novi Sad, à une période où cette ville était rattachée à l'empire d'Autriche. Après ses études élémentaires et des études à l'école de marine de Rijeka, il a lui-même été marin. Mais, constatant que cette vie sur la mer ne correspondait pas l'image romantique qu'il en avait, il a terminé ses études secondaires au lycée de Rijeka. Après des études de droit, il est devenu premier secrétaire de la municipalité de Novi Sad et a exercé en tant qu'avocat dans sa ville natale. Il a vécu à Novi Sad jusqu'à sa mort en 1875.
Parmi les écrivains du XIXe siècle, Kosta Trifković a été inspiré par Jovan Sterija Popović, Jovan Subotić, Branislav Nušić et Ivo Vojnović. En plus de ses comédies, il a écrit un grand nombre de nouvelles et de pièces lyriques, ainsi que des histoires et des croquis littéraires humoristiques pour les journaux et les revues de son époque.
Il est enterré dans le cimetière de la Dormition à Novi Sad, où son monument funéraire fait partie d'un ensemble de 24 tombes de personnalités historiques, culturelles et autres inscrites sur la liste des monuments culturels protégés (identifiant no SK 1588) de la république de Serbie.

## Hommages
La ville de Novi Sad a rendu hommage à Kosta Trifković : une école élémentaire située dans le quartier de Rotkvarija porte son nom, ainsi qu'une section de la bibliothèque municipale de Novi Sad, située dans le quartier de Detelinara.

## Œuvres
- Školski nadzornik (Le Surintendant des écoles), 1872.
- Čestitam (Félicitations), 1872.
- Francusko-pruski rat, 1872 (La Guerre franco-prussienne, traduction française publiée in Le monde latin et le monde slave, Paris, 1er avril 1894, pp. 355-379).
- Izbiračica, 1873 (La Femme capricieuse, traduction manuscrite par les étudiants de Sorbonne Université sous la direction de lectrice Aida Čopra, 2019)
- Ljubavno pismo, 1874 (Le billet doux, in Revue slave, Varsovie, n° II 1879, pp. 60-82).
- Na badnji dan (La Veille de Noël), 1876.
- Pola vina, pola vode, 1876 (Moitié vin et moitié eau, traduction française publiée in Revue slave, Varsovie, n° II 1879, pp., pp. 46-59).
- Mila, 1884.
- Mladost Dositeja Obradovića (La Jeunesse de Dositej Obradović), 1894.